# Kompleks skoczni narciarskich w Tysowcu
Kompleks skoczni narciarskich w Tysowcu – kompleks skoczni narciarskich w miejscowości Tysowiec obok Skole na Ukrainie. Do kompleksu należą skocznie o punktach konstrukcyjnych wynoszących kolejno 90, 70, 40, 20 i 10 metrów.

## Historia
Tysowiec to mała wieś położona w pobliżu miasta Skole (30 km) w obwodzie lwowskim w Beskidach Skolskich. Centrum sportowe obejmuje wiele rodzajów sportów zimowych, takich jak narciarstwo alpejskie, biegi narciarskie, biathlon, freestyle i skoki narciarskie. 